# Pitkäjärvi (sjö i Finland, Lappland, lat 68,75, long 28,33)
Pitkäjärvi är en sjö i Finland. Den ligger i kommunen Enare i landskapet Lappland, i den norra delen av landet, 1 000 km norr om huvudstaden Helsingfors. Pitkäjärvi ligger 152,3 meter över havet. Arean är 53,7 hektar och strandlinjen är 4,62 kilometer lång. Sjön  ingår i Pasvik älvs huvudavrinningsområde. 